# (73775) 1994 PB24
(73775) 1994 PB24 – planetoida z pasa głównego asteroid okrążająca Słońce w ciągu 4,03 lat w średniej odległości 2,53 j.a. Odkryta 12 sierpnia 1994 roku.